# Cristóbal Sánsano
Cristóbal Sánsano Twerdy (Elche; 21 de noviembre de 1966) es un compositor, arreglista y productor musical español. Entre 1993 y 2003, estuvo casado con la cantante de música pop Mónica Naranjo.

## Biografía
Nacido el 21 de noviembre de 1966, en Elche. Hijo de Vicente Sánsano (empresario textil) y Analies Twerdy (pintora licenciada en Bellas artes en Berlín). Mostró facilidad desde niño para la creación musical. Cursó estudios de música en los conservatorios de Alicante y Murcia,  focalizando su vida hacia esta profesión y pudiendo desarrollar su creatividad gracias a un pequeño estudio de grabación que sus padres le ayudaron a montar en un bello paraje del Mediterráneo donde nacieron grandes éxitos. A los 29 años se trasladó a Estados Unidos, pasando temporadas entre las ciudades de Nueva York y Los Ángeles, además de México, donde ha cosechado grandes éxitos.
Principalmente ha trabajado como productor, compositor y arreglista en todos los discos de Mónica Naranjo, a la que descubrió en una maqueta que ella le mandó por correo postal en 1990. Cristóbal  y Mónica fueron pareja entre 1992 y 2002, aunque su relación profesional duró más de 20 años.  También ha trabajado con Ricky Martin, Loco Mía, Magneto, Tom Jones, Myriam Hernández, Luciano Pavarotti, Mina, Benjamín Whittier, Bruno & Marrone y un largo etc. Ha firmado decenas de n.º 1 en diferentes países y millones de discos en ventas.
En octubre de 2021 Cristóbal lanza una  colección de 12 canciones instrumentales  que irán saliendo a lo largo de los meses. Emociones profundas, honestas e intimistas, coqueteando con el clásico,  la música ambiental y electrónica, buscando con necesidad vital  la conexión  y transmisión  de un mensaje interior.   Una cuidadosa grabación buscando las mejores texturas y emociones  dentro de una deseada simplicidad evocadora y balsámica.